# NStB – Weltrus bis Kladrup
Die NStB – Weltrus bis Kladrup waren Dampflokomotiven der k.k. Nördlichen Staatsbahn (NStB) Österreich-Ungarns.
Die vier Lokomotiven wurden von Günther in Wiener Neustadt 1846 geliefert.
Sie hatten die für ihre  Zeit typischen schräg liegenden Zylinder, um die freie Beweglichkeit des Drehgestells nicht einzuschränken.
Der Stanitzel-Rauchfang deutet auf Holzfeuerung hin.
Die NStB gab ihnen die Namen WELTRUS, CHOTZEN, RUMBURG und KLADRUP sowie die Betriebsnummern 22–25.
Als 1855 die NStB an die StEG verkauft wurde, erhielten die Maschinen die Betriebsnummern 58–61.
Alle drei Fahrzeuge wurden vor 1873 ausgemustert.